# Cryphiops (Bithynops) sbordonii
Cryphiops (Bithynops) sbordonii is een garnalensoort uit de familie van de Palaemonidae. De wetenschappelijke naam van de soort is voor het eerst geldig gepubliceerd in 2010 door Baldari, Mejía-Ortiz & López-Mejía.